# Maesa macilenta
Maesa macilenta är en viveväxtart som beskrevs av Egbert Hamilton Walker. Maesa macilenta ingår i släktet Maesa och familjen viveväxter. Inga underarter finns listade i Catalogue of Life.